# Centropages gracilis
Centropages gracilis är en kräftdjursart som först beskrevs av James Dwight Dana 1849.  Centropages gracilis ingår i släktet Centropages och familjen Centropagidae. Inga underarter finns listade i Catalogue of Life.